# Estonská akademie věd

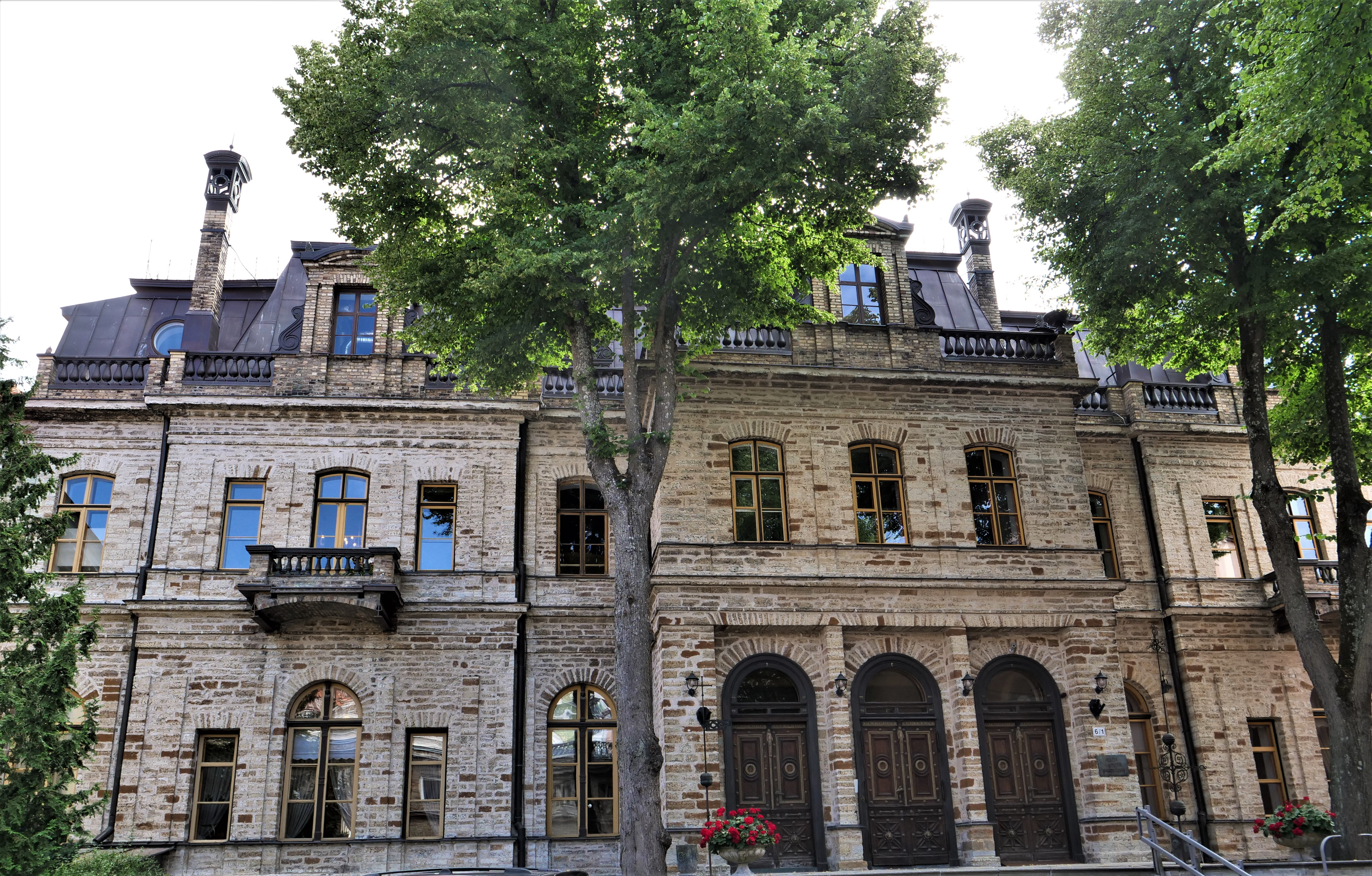
Sídlo akademie

Estonská akademie věd (estonsky: Eesti Teaduste Akadeemia) je estonská národní učená společnost. Založena byla roku 1938. Sídlo má v hlavním městě Tallinnu, v Ungern-Sternberském paláci postaveném v letech 1865–1868 dle návrhu architekta Martina Gropia (adresa: Kohtu 6). K roku 2023 měla 73 plnoprávných členů a 19 zahraničních členů, včetně například nositele Nobelovy ceny Svante Pääboho. Akademie je rozdělena do čtyř částí - astronomicko-fyzikální, informaticko-inženýrské, biologicko-chemicko-geologické a humanitně-sociální. Během sovětské okupace nesla název Akademie věd Estonské SSR (Eesti NSV Teaduste Akadeemia). Ke svému původnímu a současnému názvu se vrátila krátce před ziskem estonské samostatnosti, v dubnu 1989. Akademie uděluje za vynikající vědecké výkony medaili a provozuje vlastní nakladatelství (Teaduste Akadeemia Kirjastus), které vydává sedm vědeckých časopisů:
1. Proceedings of the Estonian Academy of Sciences
2. Estonian Journal of Earth Sciences
3. Oil Shale
4. Linguistica Uralica
5. Trames
6. Estonian Journal of Archaeology
7. Acta Historica Tallinnensia